# 黒笑小説
『黒笑小説』（こくしょうしょうせつ）は、東野圭吾のユーモア短編小説集。2005年4月26日に集英社より単行本が発行され、2008年に集英社文庫版が発行された。『笑小説』シリーズの3作目。文庫版は、単行本とは収録順序が変わっていて、奥田英朗の解説が収録されている。

## 収録作品・初出一覧
いずれも『小説すばる』に掲載された。※単行本の収録順
（括弧内は掲載号）
もうひとつの助走
（1999年7月号）
小説家、寒川心五郎の受賞を待つべく、店へ集まった各出版社の編集者達。寒川は消極的なことを言いながらも賞が欲しくてたまらない。編集者達は信じているというが、内心「無理だな」とつぶやく。そんな時に電話が鳴った。
巨乳妄想症候群
（2003年11月号）
巨乳妄想症候群に陥ってしまった私。友人の精神科医タムラに見てもらうが、治らず、症状は別の方向に出てしまう。
インポグラ
（2004年1月号）
飲むとインポテツになる薬「インポグラ」が発明された。売れ行きは向上だったが、ある時から全く売れなくなってしまった。
みえすぎ
（2000年3月号、「見える」を改題）
突然、空気中の見えないチリやホコリが見えるようになってしまった俺。当初は驚いていたが、慣れると案外面白くなくなってきた。
モテモテ・スプレー
（2004年8月号）
女にもてないタカシは、なんとかもてたいと、もてる薬を手に入れる。しかし、タカシの「もてない度」は強力だった。
線香花火
（1999年9月号）
新人賞に応募し、見事受賞した新人作家、熱海圭介。受賞したことで有頂天になる熱海だったが、勤務先の上司の反応は変わらず、取引先からも馬鹿にされる。
過去の人
（2005年4月号）
作家が集まるパーティに招待された熱海圭介。熱海は受賞に誇りを持ち、目立とうと頑張った。
シンデレラ白夜行
（2004年4月号）
今日もシンデレラは、継母や姉達にいじめられていた。
ストーカー入門
（1999年11月号）
華子にふられた僕は、しぶしぶとストーカーをやらされる。
臨界家族
（2000年1月号）
アニメキャラクターのおもちゃに、まんまと引っかかる人たち。川島哲也も娘の優美から、買って買ってと急かされていた。
笑わない男
（2000年5月号）
お笑いコンビの拓也と慎吾は、全く笑わないホテルのボーイを笑わせようと悪戦苦闘する。
奇跡の一枚
（2001年5月号）
それほど綺麗ではない顔立ちの大学生の遥香は、ある日、自分とは思えないほど綺麗な自分の写真を手に入れる。
選考会
（2004年12月号）
第1回灸英社推理小説新人賞の選考会をすることになった作家の寒川心五郎は、同様に選ばれた作家の友引三郎と轟木花子とともに選考を始める。選考委員に選ばれたことに酔いしれる寒川だったが、出版社には目論見があった。

## おもな登場人物
複数の短編に登場する人物
寒川 心五郎（さむかわ しんごろう）
作家。作家生活は長いが、あまり売れていない。親戚から「売れない作家だ」と馬鹿にされている。新日本小説家協会の賞の候補になったことがあるが、連続で落ちている。
選考委員をしたこともあるが、編集者からは避けられている人物である。また、過去の人でもある。
熱海 圭介（あたみ けいすけ）
『撃鉄のポエム』で灸英社新人賞を受賞した新人作家。私立太平大学文学部卒、事務機器メーカー勤務。33歳。編集者からは面白おかしくもない経歴だと称されている。賞を取ったことですっかり天狗になりメーカーを退社、以来短編などを雑誌に掲載するなどして活動しているが、ヒット作には恵まれていない。自らのことを「賞も受賞しているこの俺が」と言ったり、文壇パーティで目立ちたがるというような、ナルシストな性格である。編集者からは、過去の人であると称されている。
神田（かんだ）
灸英社の出版部に所属している編集者。寒川に一番期待を寄せていた数少ない人物であったが、今では寒川のことを避けている。
唐傘 ザンゲ（からさか ざんげ）
灸英社推理小説新人賞受賞作『虚無僧探偵ゾフィー』の作者。早くも過去の人となっている。

## 用語
虚無僧探偵ゾフィー
唐傘ザンゲのデビュー作。灸英社推理小説新人賞受賞。作中の矛盾が伏線で、最後の一行でこれまでの世界観が逆転し、なぜ虚無僧かという謎まで解けるという素晴らしい作品らしい。しかし、寒川と友引、轟木の三人とも評価はCであった。
殺意の蛸足配線
公務員である初老の男性が書き、灸英社推理小説新人賞に応募された作品。寒川らの選考会のときに、寒川がA、友引と轟木がBをつけた。
いっぱい殺して
灸英社推理小説新人賞に応募された作品。官能小説であるらしいが、友引は官能ミステリであるといい、轟木は下品だと評した。寒川がB、友引がA、轟木がCをつけた。
野豚の呪い
灸英社推理小説新人賞に応募された作品。呪い殺すという手法が使われているため友引はフェアではないと評したが、轟木は評価が高かった。寒川がB、友引がC、轟木がAをつけた
撃鉄のポエム・狼の一人旅
『撃鉄のポエム』は、熱海圭介のデビュー作、小説灸英新人賞受賞。かなり文章がクサいハードボーイルドである。編集長曰く「時代にはそぐわないが、その臆面のなさがかえって審査員にウケたのかも」とのこと。
『狼の一人旅』は、熱海が受賞第一作と言って神田に手渡してきた作品。『撃鉄のポエム』の主人公が香港を舞台に戦う作品であるらしい。編集者は「魅力的な部分が何一つなく、相変わらず文章はクサいド素人の小説」と評している。

## メディア・ミックス
- モテモテ・スプレー：配信ドラマ 2012年 ドラマJOKER 東野圭吾ドラマシリーズ”笑”

## シリーズ
- 怪笑小説（1995年、集英社 / 1998年、集英社文庫）
- 毒笑小説（1996年、集英社 / 1999年、集英社文庫）
- 黒笑小説（2005年、集英社 / 2008年、集英社文庫）
- 歪笑小説（2012年、集英社文庫）